# Pocahontas (prinses)

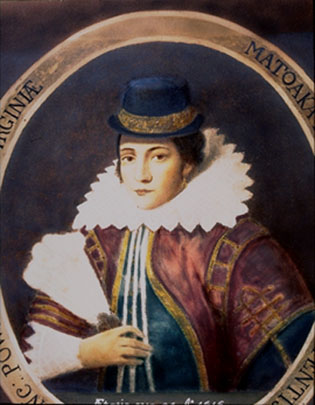
Een 17e-eeuws portret van Pocahontas, gebaseerd op een ets van Simon van de Passe uit 1616

Matoaka, ook bekend als Pocahontas en Rebecca Rolfe (Richmond (Virginia), ca. 1596 – Gravesend (Kent), maart 1617) was de dochter van het stamhoofd van de Powhatan-indianen in het gebied rond Tidewater (Virginia). Omdat ze door de Engelse kolonisten werd omschreven als "de enige, overlevende lievelingsdochter" van de machtige paramount chief (het opperste stamhoofd) Powhatan, werd ze in de (populaire) Westerse cultuur geromantiseerd en betiteld als "prinses". Wat over haar bekend is komt onder meer uit verslagen van ontdekkingsreizigers als William Strachey (The Historie of Travaile Into Virginia Britannia, 1612) en John Smith (A map of Virginia with a description of the countrey, the commodities, people, government and religion, 1612).

## Naam
Pocahontas' oorspronkelijke naam was Matoaka of Matoax, wat volgens haar stam "wit (sneeuw)veertje" betekent. De naam heeft een beschermende kracht en werd door haar clan geheim gehouden voor buitenstaanders, vooral voor de Engelse kolonisten, zodat zij haar geen kwaad zouden kunnen doen. Van haar vader kreeg ze in haar kindertijd de bijnaam Pocahontas, wat in haar taal (het Powhatan) "kleine deugniet" of "speels, ondeugend meisje" betekende, maar door de kolonisten werd vertaald als "stralende rivier tussen twee heuvels" of "bloem tussen twee rivieren", zijnde de Mattaponi en de Pamunkey.

## Biografie
Volgens een verslag dat John Smith over zijn reis deed, zou Pocahontas (toen 10 of 11 jaar) verhinderd hebben dat haar vader hem liet doden in het jaar 1607, toen hij met een kleine expeditie de Chickahominy-rivier verkende en gevangengenomen werd door de Powhatan. Hedendaagse historici betwijfelen of die dramatische scène werkelijk heeft plaatsgevonden en denken dat Smith het verhaal verzonnen heeft. Volgens antropologen ging het waarschijnlijk om een inwijdingsritueel dat Smith verkeerd interpreteerde. Vast staat wel dat Pocahontas soms John Smith en de rest van de kolonie van Jamestown in Virginia bezocht om voedsel te brengen en om met de kinderen te spelen. In 1609 raakte John Smith gewond bij een explosie van munitie waardoor hij naar Engeland moest terugkeren voor verzorging. Om het liefdesverdriet van Pocahontas te verzachten vertelden de kolonisten haar dat hij overleden was. Toen John Smith haar acht jaar later tijdens haar verblijf in het Engelse Brentford bezocht reageerde ze furieus en diep ontgoocheld.
Volgens de legende trouwde Pocahontas in 1610 met krijger Kocoum, broer van Potomac (Patawomeke) opperhoofd Japazaws, met wie ze twee jaar zou hebben samengewoond. Zijn bestaan is echter hoogst onzeker en wordt nauwelijks bevestigd door historische bronnen. Drie jaar later, in 1613, werd Pocahontas gegijzeld door de kolonisten onder leiding van kapitein Samuel Argall uit Jamestown. De bedoeling was om haar te kunnen gebruiken als ruilmiddel bij de teruggave van gestolen wapens, gereedschap en door haar stam gevangen genomen kolonisten. Hoewel ze volgens de Algonkische traditie niet in aanmerking kwam om haar vader op te volgen als toekomstig 'Weroance' (chief of paramount chief), werd ze door de kolonisten toch als een 'Indiaanse prinses' 'buitengewoon hoffelijk' behandeld. Tijdens haar gevangenschap in de Engelse nederzetting Henricus leerde ze Engels en bekeerde zich tot het christendom. Toen haar vader Powhatan zijn teergeliefde, maar verraderlijke dochter niet waardevol genoeg achtte om haar te ruilen voor gestolen wapens en gereedschap, koos ze definitief voor een leven bij de Engelsen. Met haar keuze beëindigde ze mede de jarenlange oorlog die haar stam met de kolonisten voerde. Bij haar doop door dominee Alexander Whitaker nam ze de Bijbelse naam Rebecca aan. Ze trouwde na haar doop op 5 april 1614 met John Rolfe, een van de drijvende krachten achter de tabaksplantage in Virginia. Sindsdien is ze bekend als Rebecca Rolfe.
Pocahontas en John Rolfe woonden twee jaar op Rolfes plantage, Varina Farms aan de James river. Hun huwelijk leidde niet tot het uitwisselen van gevangenen, maar het zorgde wel een aantal jaren voor een vrediger klimaat en goede handelsbetrekkingen tussen de kolonisten en de stam van Pocahontas.
In 1616 werd Pocahontas samen met nog elf andere Indianen door koloniale financiers uitgenodigd om naar Engeland te komen en koning James I en zijn hof te ontmoeten. Als de exotische 'getemde wilde' uit een succesrijke kolonie werd Pocahontas een gerespecteerde en graag geziene gast in de Engelse high-societykringen. De zogenaamde 'Indiaanse Prinses' werd de eerste bekendheid van de Nieuwe Wereld. Dit zorgde voor een toename van investeringen in de kolonies in Virginia.
Rolfe en Pocahontas maakten plannen om terug te keren naar Virginia, maar al bij het begin van de reis op de Theems werd Pocahontas ziek. Ze werd aan land gebracht en stierf enkele dagen later. De oorzaak is niet helemaal zeker; tuberculose, longontsteking of pokken. Ze werd begraven in Gravesend dat gelegen is in het noorden van het graafschap Kent (Engeland). Haar enige kind was Thomas Rolfe, geboren op Varina Farms. Onder haar afstammelingen bevindt zich Edith Wilson.

## Na haar overlijden
Er is maar één portret gemaakt van Pocahontas tijdens haar leven. Een eeuw later maakte een kunstenaar een ander portret van haar, gebaseerd op het origineel. Daarop is ze echter veel lichter van huidskleur.
Na haar overlijden werden haar verhalen rond de redding van Smith bekend door de door hem gepubliceerde boeken: New England Trials (1622) en The Generall Historie (1624). Dit zorgde voor de romantisering van haar biografie. Er zijn daarna veel boeken over haar geschreven en gebeurtenissen uit haar leven werden het onderwerp van schilderijen. In 1907 is zij de eerste Indiaanse die op een Amerikaanse postzegel verschijnt. De Walt Disney Studios hebben een tekenfilm over haar gemaakt: Pocahontas (1995). In 2005 diende haar verhaal als inspiratie voor de film The New World, waarin Q'Orianka Kilcher haar speelde.

## Trivia
In 1991 werd een caldeira op de planeet Venus naar haar vernoemd.